# Let's Stick Together
"Let's Stick Together" is een nummer van de Amerikaanse artiest Wilbert Harrison. Het nummer verscheen oorspronkelijk in 1962. In 1969 bracht hij een nieuwe versie uit onder de titel "Let's Work Together". Het nummer werd vooral bekend doordat het gecoverd werd door andere artiesten, met name Canned Heat in 1970 en Bryan Ferry in 1976.

## Achtergrond
"Let's Stick Together" is geschreven door Harrison en geproduceerd door Bobby Robinson. Het is geschreven in een typisch bluesschema met twaalf maten. Harrison wilde het oorspronkelijk uitbrengen als opvolger van zijn nummer 1-hit "Kansas City" uit 1959, maar kon dit door contractuele verplichtingen niet doen. In 1962 bracht hij het alsnog uit, maar de single bereikte geen hitlijsten. In 1969 herschreef hij het nummer en bracht het uit onder de titel "Let's Work Together". De oorspronkelijke versie werd opgenomen met een band, terwijl op de nieuwe versie alle instrumenten door Harrison werden ingespeeld. Ditmaal kwam het tot plaats 32 in de Amerikaanse Billboard Hot 100.
In 1970 werd "Let's Work Together", kort na het succes van Harrison, opgenomen door Canned Heat. Het nummer werd ingezongen door Bob Hite, wat opmerkelijk was aangezien alle vorige singles werden gezongen door Alan Wilson. Oorspronkelijk zou de single in december 1969 worden uitgebracht, maar deze uitgave werd uitgesteld door het succes van de versie van Harrison. In januari 1970 werd het wel uitgebracht in het Verenigd Koninkrijk, waar de versie van Harrison niet bekend was. Het werd hier hun grootste hit met een tweede plaats als hoogste notering. In de Verenigde Staten werd het pas in augustus uitgebracht op het album Future Blues. Enkele weken later kwam het uit als single en bereikte het plaats 26 in de Billboard Hot 100.
In mei 1976 bracht Roxy Music-zanger Bryan Ferry een cover uit van "Let's Stick Together" (onder de originele titel). Het werd zijn grootste solohit en kwam in Ferry's thuisland het Verenigd Koninkrijk tot de 4e positie in de UK Singles Chart. Ook in de rest van de wereld werd het een hit: in Australië kwam de single tot de nummer 1-positie, in Ierland tot de 5e positie en ook in Duitsland, Nieuw-Zeeland en Zweden werden de hitlijsten behaald.
In Nederland werd de plaat op zaterdag 24 juli 1976 verkozen tot de 279e Troetelschijf van de week op Hilversum 3 en werd een grote hit. De plaat bereikte de 5e positie in zowel de Nationale Hitparade als de Nederlandse Top 40. In de op Hemelvaartsdag 27 mei 1976 gestarte Europese hitlijst op Hilversum 3, de TROS Europarade, werd de 9e positie bereikt.
In België bereikte de plaat de 5e positie in zowel de Vlaamse Ultratop 50 als de Vlaamse Radio 2 Top 30.
In de Verenigde Staten  werd géén hitnotering behaald. In de videoclip is tevens zijn toenmalige vriendin Jerry Hall te zien. In Nederland werd de videoclip destijds op televisie  uitgezonden in het popprogramma AVRO's Toppop met toenmalig AVRO Hilversum 3 dj Ad Visser.
In 1988 bracht Ferry een nieuwe versie uit onder de title "Let's Stick Together Westside '88 Remix", die in Ferry's thuisland het Verenigd Koninkrijk de 12e positie in de UK Singles Chart bereikte en in Australië de 38e positie.
In Nederland bereikte deze versie in het najaar van 1988 de 65e positie in de Nationale Hitparade Top 100 op de TROS donderdag op Radio 3. De Nederlandse Top 40 werd niet bereikt.
In België bereikte deze versie géén notering in beide Vlaamse hitlijsten.

## Hitnoteringen
Alle noteringen werden behaald door de versie van Bryan Ferry.

### Nederlandse Top 40
| Hitnotering: 07-08-1976 t/m 06-11-1976 | Hitnotering: 07-08-1976 t/m 06-11-1976 | Hitnotering: 07-08-1976 t/m 06-11-1976 | Hitnotering: 07-08-1976 t/m 06-11-1976 | Hitnotering: 07-08-1976 t/m 06-11-1976 | Hitnotering: 07-08-1976 t/m 06-11-1976 | Hitnotering: 07-08-1976 t/m 06-11-1976 | Hitnotering: 07-08-1976 t/m 06-11-1976 | Hitnotering: 07-08-1976 t/m 06-11-1976 | Hitnotering: 07-08-1976 t/m 06-11-1976 | Hitnotering: 07-08-1976 t/m 06-11-1976 | Hitnotering: 07-08-1976 t/m 06-11-1976 | Hitnotering: 07-08-1976 t/m 06-11-1976 | Hitnotering: 07-08-1976 t/m 06-11-1976 | Hitnotering: 07-08-1976 t/m 06-11-1976 | Hitnotering: 07-08-1976 t/m 06-11-1976 |
| Week                                   | 1                                      | 2                                      | 3                                      | 4                                      | 5                                      | 6                                      | 7                                      | 8                                      | 9                                      | 10                                     | 11                                     | 12                                     | 13                                     | 14                                     |                                        |
| -------------------------------------- | -------------------------------------- | -------------------------------------- | -------------------------------------- | -------------------------------------- | -------------------------------------- | -------------------------------------- | -------------------------------------- | -------------------------------------- | -------------------------------------- | -------------------------------------- | -------------------------------------- | -------------------------------------- | -------------------------------------- | -------------------------------------- | -------------------------------------- |
| Positie                                | 20                                     | 17                                     | 8                                      | 5                                      | 6                                      | 6                                      | 10                                     | 19                                     | 23                                     | 27                                     | 34                                     | 33                                     | 38                                     | 40                                     | uit                                    |

### Nationale Hitparade
| Hitnotering: 31-07-1976 t/m 09-10-1976 | Hitnotering: 31-07-1976 t/m 09-10-1976 | Hitnotering: 31-07-1976 t/m 09-10-1976 | Hitnotering: 31-07-1976 t/m 09-10-1976 | Hitnotering: 31-07-1976 t/m 09-10-1976 | Hitnotering: 31-07-1976 t/m 09-10-1976 | Hitnotering: 31-07-1976 t/m 09-10-1976 | Hitnotering: 31-07-1976 t/m 09-10-1976 | Hitnotering: 31-07-1976 t/m 09-10-1976 | Hitnotering: 31-07-1976 t/m 09-10-1976 | Hitnotering: 31-07-1976 t/m 09-10-1976 | Hitnotering: 31-07-1976 t/m 09-10-1976 | Hitnotering: 31-07-1976 t/m 09-10-1976 |
| Week                                   | 1                                      | 2                                      | 3                                      | 4                                      | 5                                      | 6                                      | 7                                      | 8                                      | 9                                      | 10                                     | 11                                     |                                        |
| -------------------------------------- | -------------------------------------- | -------------------------------------- | -------------------------------------- | -------------------------------------- | -------------------------------------- | -------------------------------------- | -------------------------------------- | -------------------------------------- | -------------------------------------- | -------------------------------------- | -------------------------------------- | -------------------------------------- |
| Positie                                | 22                                     | 15                                     | 9                                      | 5                                      | 5                                      | 3                                      | 5                                      | 5                                      | 11                                     | 18                                     | 26                                     | uit                                    |

### NPO Radio 2 Top 2000
| Nummer met noteringen in de NPO Radio 2 Top 2000 | '99  | '00 | '01  | '02 | '03 | '04 | '05 | '06  | '07  | '08 | '09  | '10  | '11  | '12  | '13  | '14  | '15 | '16  | '17  |
| ------------------------------------------------ | ---- | --- | ---- | --- | --- | --- | --- | ---- | ---- | --- | ---- | ---- | ---- | ---- | ---- | ---- | --- | ---- | ---- |
| Let's Stick Together                             | 1005 | 610 | 1181 | 923 | 859 | 714 | 963 | 1171 | 1155 | 974 | 1273 | 1217 | 1462 | 1742 | 1796 | 1638 | -   | 1857 | 1739 |

1. ↑  Een '-' betekent dat het nummer niet was genoteerd en een vetgedrukt getal geeft de hoogste notering aan.
2. ↑  Deze tabel is bijgewerkt tot en met de laatste editie (2024).